# Wolfgang Stark
Wolfgang Stark (Landshut, 20 novembre 1969) è un ex arbitro di calcio tedesco.

## Carriera
Esordisce in Bundesliga nel 1997 e a soli due anni di distanza arriva la nomina ad arbitro internazionale. Proprio nel 1999 è anche selezionato per l'importante manifestazione del Campionato mondiale di calcio Under-17 in Nuova Zelanda.
Nel 2001 debutta nella Champions League (ex Coppa dei Campioni) in occasione della partita PSV Eindhoven-Nantes, mentre nel 2002 è promosso nella categoria Elite dei direttori di gara europei (quella più elevata). È il quarto uomo nella finale della Champions League 2002-2003, disputata tra le italiane Juventus e Milan e vinta dal Milan.
Nel 2007, al termine dell'ottavo di finale di Coppa dei Campioni tra Valencia ed Inter, deve assistere alla maxi-rissa scatenatasi tra i giocatori, che si sarebbe conclusa con le squalifiche di David Navarro (7 mesi), Nicolás Burdisso e Maicon (6 turni), Carlos Marchena (4 turni), Iván Córdoba (3 turni) e Julio Ricardo Cruz (2 turni).
Successivamente viene convocato per il Mondiale Under-20 FIFA in Canada e, nel luglio 2007, viene chiamato a dirigere la semifinale Argentina-Cile, durante la quale commina sette cartellini gialli e due rossi ai cileni, che lo contesteranno pesantemente (assieme al pubblico), costringendolo ad uscire dal campo scortato dai gendarmi;
Successivamente, nel 2008, dirige ai Giochi Olimpici di Pechino Costa d'Avorio-Argentina e Nigeria-Stati Uniti.
Nella UEFA Champions League 2008-2009 si segnala per aver arbitrato ben sette partite (record eguagliato) tra cui la semifinale di andata Barcellona-Chelsea.
Nell'ottobre 2009 giunge la convocazione per dirigere, per la seconda volta in carriera, al Mondiale Under 17 in Nigeria.
Viene ufficialmente selezionato tra i 30 direttori di gara del Campionato mondiale di calcio 2010 in Sudafrica, dove dirige tre partite: Argentina-Nigeria, Inghilterra-Slovenia e l'ottavo di finale Uruguay-Corea del Sud.
Al termine della stagione 2009-2010 viene eletto dalla DFB miglior arbitro tedesco del campionato.
Nell'aprile 2011 ottiene per la seconda volta in carriera una semifinale di UEFA Champions League, dirigendo nell'occasione l'andata del Clásico, tra Real Madrid e Barcellona. In seguito Andy Townsend, ex calciatore e ora opinionista tv, è stato scambiato per Stark e aggredito la sera stessa fuori dallo stadio Bernabéu.
Nel novembre 2011 è designato per dirigere una delle partite di ritorno degli spareggi per l'accesso a Euro 2012. Gli viene assegnato il match tra Portogallo e Bosnia.
Nel dicembre 2011 viene selezionato ufficialmente per gli Europei di calcio del 2012 in Polonia ed Ucraina.
Nell'aprile 2012 viene inserito dalla FIFA in una lista di 52 arbitri preselezionati per i Mondiali 2014.
Nel maggio 2012 è designato dall'UEFA per la finale di Europa League, a Bucarest tra Atletico Madrid e Athletic Bilbao. Per il fischietto tedesco si tratta della prima finale a livello internazionale in assoluto della sua carriera.
Agli Europei in Ucraina e Polonia il fischietto tedesco dirige due partita della fase a gironi: Polonia-Russia e Croazia-Spagna in cui viene criticato per la presunta non segnalazione di 2 rigori evidenti e un gol in netto fuorigioco, dopodiché viene mandato a casa assieme ad altri tre colleghi dalla commissione UEFA prima della fase ad eliminazione diretta.
Nell'ottobre 2013 è convocato dalla FIFA per il Campionato mondiale di calcio Under 17 2013. Nella circostanza, viene impiegato per due partite della fase a gironi e successivamente un quarto di finale.
Nel gennaio 2014 non rientra nel novero degli arbitri selezionati per Brasile 2014, venendo così eliminato al taglio finale.
Il 31 dicembre 2014 viene ritirato dalle liste FIFA per raggiunti limiti di età, dopo una carriera internazionale durata 16 anni.
Il 20 maggio 2017 dirige la sua ultima gara in patria, terminando la propria carriera per decorrenza del limite d'età previsto dalle norme tedesche, fissato a 47 anni.

## Fonti
- Sito della UEFA, su UEFA.com.
- Sito della FIFA, su FIFA.com.
- http://www.weltfussball.de/